# Buna Vestire (Crivelli)

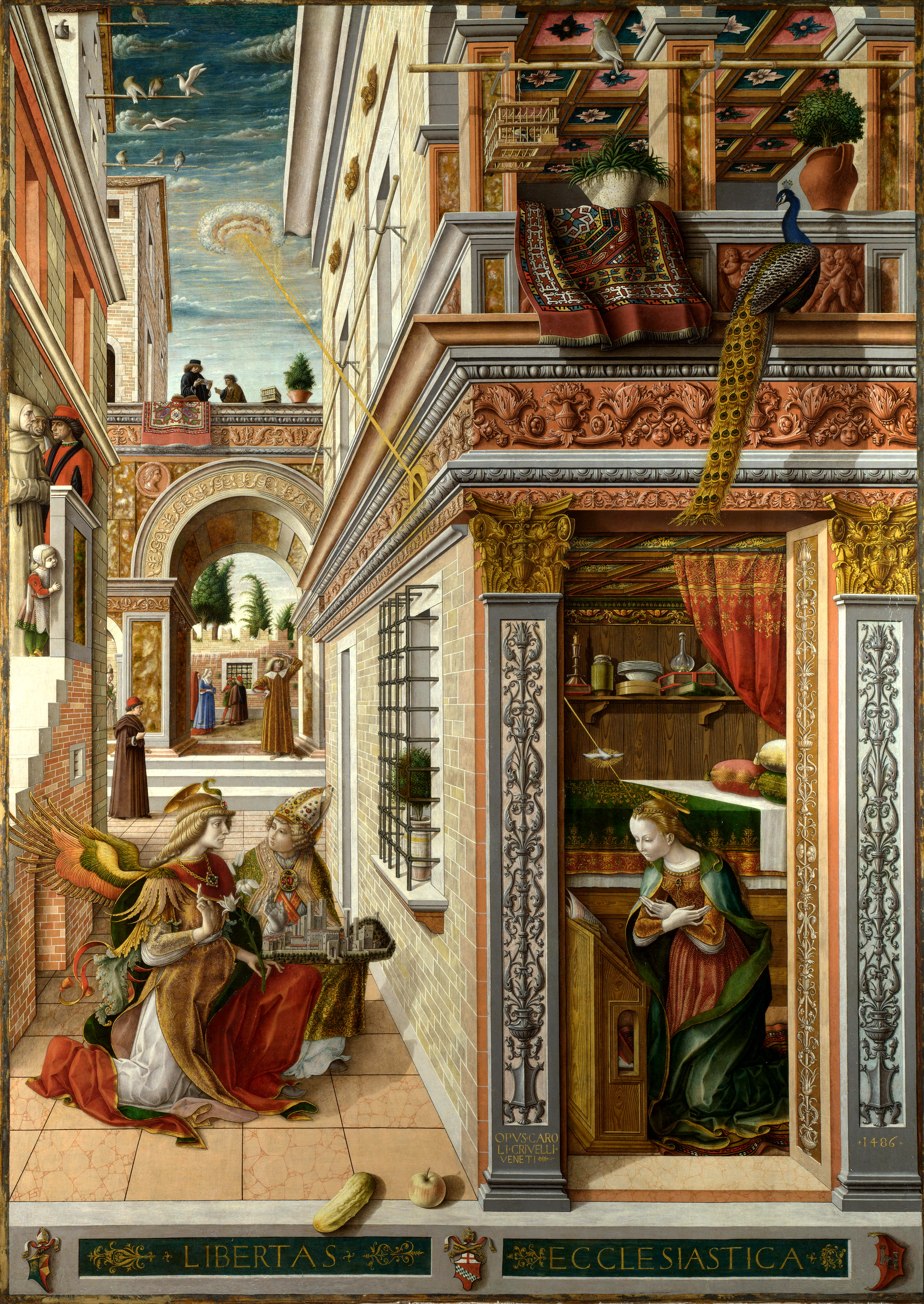

"Buna Vestire cu Sfântul Emidius" este o pictură (207x146 cm) de Carlo Crivelli din 1486 aflată la „Galeria națională” din Londra.

## Descriere
Este una dintre cele mai faimoase opere ale artistului, care combină perspectiva renascentistă cu decorativismul gotic care atinge cote maxime, fiind una dintre cele mai importante capodopere ale Renașterii.